# Угренинова
Угренинова — упразднённая деревня в Упоровском сельском поселении Упоровского района Тюменской области.

## География
Располагалась на правом берегу реки Тобола в 7 км южнее села Упорово..

## История
Впервые упоминается в переписи 1710 года, в 6 дворах проживало 36 чел.
Основал деревню Осип Угренинов с сыновьями Федором и Алексеем.
- В 1912 году в деревни были: хлебозапасной магазин, 6 ветряных мельниц, кузница, пожарная охрана.[3]
- В 1932 году образован колхоз «День урожая», первым председателем избран Угренинов Корнил Артамонович.[3]
- В годы Великой Отечественной войны ушли на фронт 24 человека, из них не вернулись домой 14 чел.[3]
- Решением Упоровского РИК от 26.06.1967 года деревня Угренинова упразднена.[3]

Административно-территориальное деление
С 1710 года относилось к слободе Суерской, с 1796 в составе Суерской волости, с 1924- Упоровского сельсовета.

## Население
| 1710 | 1782 | 1816 | 1834 | 1858 | 1897 | 1926 |
| 36   | 48   | 112  | 148  | 185  | 229  | 228  |

## Транспорт
Просёлочная дорога, идущая между сёлами Скородумом и Упорово по берегу Тобола.